# Synagogenbezirk Witten
Der Synagogenbezirk Witten mit Sitz in Witten, einer Stadt im Südosten des Ruhrgebietes in Nordrhein-Westfalen, wurde nach dem Preußischen Judengesetz von 1847 geschaffen. 
Zum 1855 eingerichteten Synagogenbezirk gehörten nicht nur die Mitglieder der Jüdischen Gemeinde Witten, sondern auch die jüdischen Gemeinden in Herbede und Blankenstein. Ebenso gehörten zum Synagogenbezirk die Juden in den Orten Bommern, Langendreer, Stiepel und Stockum.